# Вараждински апостол
Вараждински апостол је ћирилични рукопис на српско-словенском језику, настао 1454. године у Вараждину, на подручју старе Славоније, по наруџбини грофице Катарине Бранковић, супруге грофа Урлиха II Цељског, и кћерке српског деспота Ђурђа Бранковића. Чува се у Музеју Српске православне цркве у Београду.
Први део рукописа овог важног српског писаног споменика одликује ресавски правопис, са примесама рашке ортографије, док други део има карактеристике светогорске редакције. Највероватније су плод рада тројице преписивача.
Фототипско издање је објављено 2005. године, поводом 550 година од писања књиге. Издавачи су Музеј Српске православне цркве у Београду, и Музеј Епархије загребачко-љубљанске у Загребу.